# Jean Cruveilhier

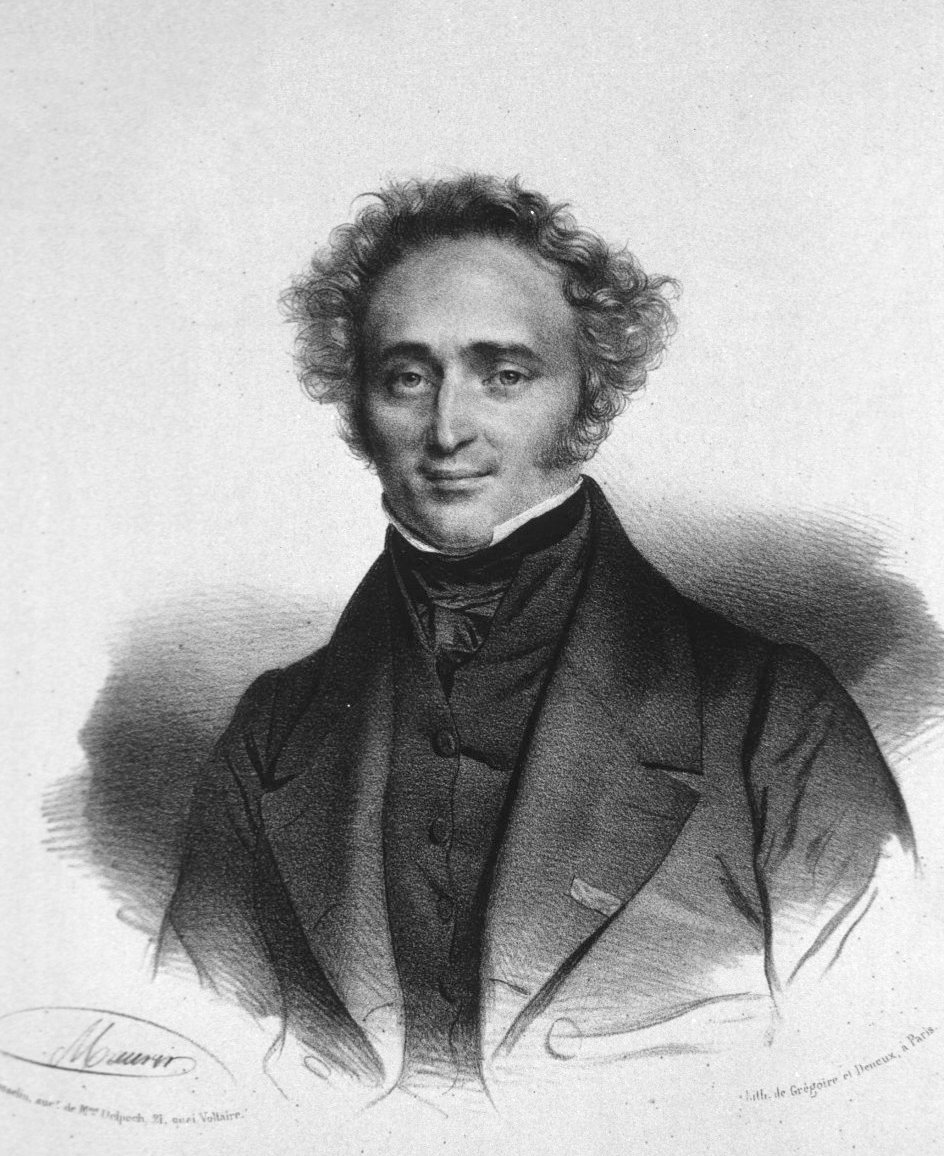
Jean Cruveilhier

Jean Cruveilhier, född 9 februari 1791 i Limoges, död, efter mångårig sjukdom, 10 mars 1874 i Sussac, departementet Haute-Vienne, var en fransk läkare och anatom.
Cruveilhier var professor i kirurgi i Montpellier, då han 1824 kallades att överta professuren i anatomi vid medicinska fakulteten i Paris. Tio år därefter utbytte han denna lärostol mot den av hans lärare Guillaume Dupuytren grundade professuren i patologisk anatomi. Hans Traité d'anatomie descriptive, som första gången utkom 1828, tjänade till ledning för flera generationer läkare, hans Anatomie pathologique du corps humain (två band folio med 230 tavlor, 1830–42) och hans Traité d'anatomie pathologique générale (fyra delar 1849–62; femte delen, 1864, är inte hans verk) är värdiga minnesmärken av hans vetenskapliga forskning.